# John Thomson
John Thomson (ur. 28 stycznia 1909 w Kirkcaldy, zm. 5 września 1931 w Glasgow) – szkocki piłkarz, występujący na pozycji bramkarza. Zawodnik Celticu Glasgow.

## Kariera piłkarska
John Thomson karierę piłkarską rozpoczął w zespole juniorskim Bowhill Rovers. Następnie grał w juniorach Wellesley Juniors. W 1927 roku podpisał profesjonalny kontrakt z Celticem Glasgow, w którym był jednym z najlepszych zawodników. Zdobył razem z The Boys Puchar Szkocji w roku 1927 i 1931 oraz czterokrotnie sięgał po Puchar Glasgow: w 1927, 1928, 1929 i 1931 roku.
5 września 1931 roku na Ibrox Park odbył się mecz pomiędzy Rangers F.C. a Celticiem Glasgow zw.Old Firm Derby. W drugiej połowie tego meczu podczas jednej z akcji Thomson wykonał typowy dla siebie skok po piłkę, jednak został niefortunnie kopnięty w głowę przez zawodnika Rangersów Sama Englisha i w wyniku odniesionych obrażeń Thomson zmarł w szpitalu w Glasgow o godz. 21:25 w wieku zaledwie 22 lat. Świadkami tragicznej śmierci Thomsona było ponad 80.000 widzów zgromadzonych na stadionie w tym narzeczona Thomsona, Margaret Finlay oraz brat Jim.
Został pochowany w Bowhill.

## Kariera reprezentacyjna
John Thomson w reprezentacji Szkocji zadebiutował dnia 15 maja 1930 roku w wygranym (0:2) meczu towarzyskim z Francją w Colombes. Reprezentował barwy swojego kraju w turnieju British Home Championship 1931, w którym Szkoci wygrali razem z Anglikami. W sumie w latach 1930–1931 Thomson w reprezentacji Szkocji wystąpił w 4 meczach.

### Mecze w reprezentacji
Łączny bilans: 5 meczów (1 towarzyski, 4 o punkty w tym: 2 zwycięstwa – 3 porażki).
| L.p. | Data                 | Miejsce  | Gospodarz         | vs | Gość    | Wynik | Czas gry | Mecz                           |
| ---- | -------------------- | -------- | ----------------- | -- | ------- | ----- | -------- | ------------------------------ |
| 1.   | 18 maja 1930         | Colombes | Francja           | -  | Szkocja | 0:2   | 90'      | Towarzyski                     |
| 2.   | 25 października 1930 | Glasgow  | Szkocja           | -  | Walia   | 1:1   | 90'      | British Home Championship 1931 |
| 3.   | 21 lutego 1931       | Belfast  | Irlandia Północna | -  | Szkocja | 0:0   | 90'      | British Home Championship 1931 |
| 4.   | 28 marca 1931        | Glasgow  | Szkocja           | -  | Anglia  | 2:0   | 90'      | British Home Championship 1931 |

## Sukcesy

### Celtic F.C.
- Puchar Szkocji: 1927, 1931
- Finał Pucharu Szkocji: 1928
- Puchar Glasgow: 1927, 1928, 1929, 1931

### Reprezentacyjne
- British Home Championship: 1931

.